# Orzeł za najlepszy film europejski
Najlepszy film europejski to jedna z kategorii Polskich Nagród Filmowych. Nagroda w tej kategorii po raz pierwszy została przyznana podczas 7. ceremonii wręczenia nagród, która odbyła się 5 marca 2005 roku (nagrody przyznano za rok 2004). Pierwszym laureatem nagrody został brytyjsko-luksemburski film Dziewczyna z perłą w reżyserii Petera Webbera.
Nagroda w tej kategorii przyznawana jest reżyserowi nagrodzonego filmu. O nagrodę może ubiegać się jedynie film europejski (nie polski), który spełnił następujące kryteria: jest filmem pełnometrażowym (o czasie trwania powyżej 50 minut) oraz był rozpowszechniany nieprzerwanie przez co najmniej tydzień, na ogólnie dostępnych, płatnych pokazach kinowych w Polsce po raz pierwszy w czasie od 1 stycznia do 31 grudnia, w roku poprzedzającym rozdanie nagród.
Najczęściej nominowane do nagrody w tej kategorii są filmy w reżyserii Pedro Almodóvara. Spośród dwóch jego filmów, jeden Volver otrzymał nagrodę.

## Laureaci i nominowani

### 2000–2009
| Lata                           | Tytuł filmu                     | Tytuł oryginalny                 | Reżyseria                   | Kraj produkcji |
| ------------------------------ | ------------------------------- | -------------------------------- | --------------------------- | -------------- |
| 2004                           |                                 |                                  |                             |                |
| Dziewczyna z perłą             | The Girl With a Pearl Earring   | Peter Webber                     | Wielka Brytania, Luksemburg |                |
| Powrót                         | Возвращение                     | Andriej Zwiagincew               | Rosja                       |                |
| Złe wychowanie                 | La mala educación               | Pedro Almodóvar                  | Hiszpania                   |                |
| 2005                           |                                 |                                  |                             |                |
| Lato miłości                   | My Summer of Love               | Paweł Pawlikowski                | Wielka Brytania             |                |
| Guzikowcy                      | Knoflíkáři                      | Petr Zelenka                     | Czechy                      |                |
| Kontrolerzy                    | Kontroll                        | Nimród Antal                     | Węgry                       |                |
| 2006                           |                                 |                                  |                             |                |
| Volver                         | Volver                          | Pedro Almodóvar                  | Hiszpania                   |                |
| Kopia mistrza                  | Copying Beethoven               | Agnieszka Holland                | Niemcy                      |                |
| Wiatr buszujący w jęczmieniu   | The Wind That Shakes the Barley | Ken Loach                        | Irlandia, Wielka Brytania   |                |
| 2007                           |                                 |                                  |                             |                |
| Życie na podsłuchu             | Das Leben der Anderen           | Florian Henckel von Donnersmarck | Niemcy                      |                |
| 4 miesiące, 3 tygodnie i 2 dni | 4 luni, 3 săptămâni și 2 zile   | Cristian Mungiu                  | Rumunia                     |                |
| Królowa                        | The Queen                       | Stephen Frears                   | Wielka Brytania, Francja    |                |
| 2008                           |                                 |                                  |                             |                |
| Motyl i skafander              | Le Scaphandre et le Papillon    | Julian Schnabel                  | Francja                     |                |
| Butelki zwrotne                | Vratné lahve                    | Jan Svěrák                       | Czechy                      |                |
| Mamma Mia!                     | Mamma Mia!                      | Phyllida Lloyd                   | Wielka Brytania             |                |
| 2009                           |                                 |                                  |                             |                |
| Biała wstążka                  | Das Weiße Band                  | Michael Haneke                   | Austria, Niemcy             |                |
| Slumdog. Milioner z ulicy      | Slumdog Millionaire             | Danny Boyle                      | Wielka Brytania             |                |
| Vicky Cristina Barcelona       | Vicky Cristina Barcelona        | Woody Allen                      | Hiszpania                   |                |

### 2010–2019
| Lata                                             | Tytuł filmu                                        | Tytuł oryginalny                    | Reżyseria                                       | Kraj produkcji |
| ------------------------------------------------ | -------------------------------------------------- | ----------------------------------- | ----------------------------------------------- | -------------- |
| 2010                                             |                                                    |                                     |                                                 |                |
| Autor widmo                                      | The Ghost Writer                                   | Roman Polański                      | Francja, Niemcy, Wielka Brytania                |                |
| Prorok                                           | Un prophète                                        | Jacques Audiard                     | Francja, Włochy                                 |                |
| Śmierć w Wenecji                                 | Morte a Venezia                                    | Luchino Visconti                    | Francja, Włochy                                 |                |
| 2011                                             |                                                    |                                     |                                                 |                |
| Jak zostać królem                                | The King’s Speech                                  | Tom Hooper                          | Wielka Brytania                                 |                |
| Melancholia                                      | Melancholia                                        | Lars von Trier                      | Francja, Niemcy, Szwecja, Dania                 |                |
| Szpieg                                           | Tinker Tailor Soldier Spy                          | Tomas Alfredson                     | Wielka Brytania, Francja, Niemcy                |                |
| 2012                                             |                                                    |                                     |                                                 |                |
| Miłość                                           | Amour                                              | Michael Haneke                      | Austria, Francja, Niemcy                        |                |
| Nietykalni                                       | Intouchables                                       | Éric Toledano, Olivier Nakache      | Francja                                         |                |
| Artysta                                          | The Artist                                         | Michel Hazanavicius                 | Francja                                         |                |
| 2013                                             |                                                    |                                     |                                                 |                |
| Sugar Man                                        | Searching for Sugar Man                            | Malik Bendjelloul                   | Szwecja, Wielka Brytania                        |                |
| Koneser                                          | La migliore offert                                 | Giuseppe Tornatore                  | Włochy                                          |                |
| Życie Adeli                                      | La vie d'Adèle                                     | Abdellatif Kechiche                 | Francja, Belgia, Tunezja, Hiszpania             |                |
| 2014                                             |                                                    |                                     |                                                 |                |
| Lewiatan                                         | Lewiafan                                           | Andriej Zwiagincew                  | Rosja                                           |                |
| Nimfomanka cz. I                                 | Nymphomaniac                                       | Lars von Trier                      | Belgia, Dania, Francja, Niemcy, Wielka Brytania |                |
| Wielkie piękno                                   | La grande bellezza                                 | Paolo Sorrentino                    | Włochy, Francja                                 |                |
| 2015                                             |                                                    |                                     |                                                 |                |
| Młodość                                          | Youth                                              | Paolo Sorrentino                    | Włochy, Francja, Szwajcaria, Wielka Brytania    |                |
| Gołąb przysiadł na gałęzi i rozmyśla o istnieniu | En duva satt på en gren och funderade på tillvaron | Roy Andersson                       | Szwecja, Niemcy, Norwegia, Francja, Dania       |                |
| Pan Turner                                       | Mr. Turner                                         | Mike Leigh                          | Wielka Brytania, Niemcy, Francja                |                |
| 2016                                             |                                                    |                                     |                                                 |                |
| Syn Szawła                                       | Saul fia                                           | László Nemes                        | Węgry                                           |                |
| Boska Florence                                   | Florence Foster Jenkins                            | Stephen Frears                      | Wielka Brytania, Stany Zjednoczone              |                |
| Ja, Daniel Blake                                 | I, Daniel Blake                                    | Ken Loach                           | Wielka Brytania, Belgia, Francja                |                |
| 2017                                             |                                                    |                                     |                                                 |                |
| The Square                                       | The Square                                         | Ruben Östlund                       | Szwecja                                         |                |
| Dobrze się kłamie w miłym towarzystwie           | Perfetti sconosciuti                               | Paolo Genovese                      | Włochy                                          |                |
| Toni Erdmann                                     | Toni Erdmann                                       | Maren Ade                           | Niemcy, Austria, Rumunia                        |                |
| 2018                                             |                                                    |                                     |                                                 |                |
| Trzy billboardy za Ebbing, Missouri              | Three Billboards Outside Ebbing, Missouri          | Martin McDonagh                     | USA, Wielka Brytania                            |                |
| Dogman                                           | Dogman                                             | Matteo Garrone                      | Włochy, Francja                                 |                |
| Niemiłość                                        | Nielubow                                           | Andriej Zwiagincew                  | Rosja                                           |                |
| 2019                                             |                                                    |                                     |                                                 |                |
| Faworyta                                         | The Favourite                                      | Jorgos Lantimos                     | Irlandia, USA, Wielka Brytania                  |                |
| Ból i blask                                      | Dolor y gloria                                     | Pedro Almodóvar                     | Hiszpania                                       |                |
| Oficer i szpieg                                  | J’accuse                                           | Roman Polański                      | Francja, Włochy                                 |                |
| Kraina miodu                                     | Медена земја                                       | Tamara Kotewska i Liubomir Stefanow | Macedonia Północna                              |                |
| Wysoka dziewczyna                                | Дылда                                              | Kantiemir Bałagow                   | Rosja                                           |                |

### 2020–2029
| Lata                          | Tytuł filmu             | Tytuł oryginalny   | Reżyseria                         | Kraj produkcji |
| ----------------------------- | ----------------------- | ------------------ | --------------------------------- | -------------- |
| 2020                          |                         |                    |                                   |                |
| Nędznicy                      | Les Misérables          | Ladj Ly            | Francja                           |                |
| Judy                          | Judy                    | Rupert Goold       | Wielka Brytania                   |                |
| Zdrajca                       | Il traditore            | Marco Bellocchio   | Włochy, Francja, Brazylia, Niemcy |                |
| Daleko od Reykjavíku          | Héraðið                 | Grímur Hákonarson  | Islandia                          |                |
| Emma                          | Emma                    | Autumn de Wilde    | Wielka Brytania                   |                |
| 2021                          |                         |                    |                                   |                |
| Na rauszu                     | Druk                    | Thomas Vinterberg  | Dania, Holandia, Szwecja          |                |
| Annette                       | Annette                 | Leos Carax         | Francja, Belgia, Niemcy           |                |
| Ojciec                        | The Father              | Florian Zeller     | Wielka Brytania, Francja          |                |
| Berlin Alexanderplatz         | Berlin Alexanderplatz   | Burhan Qurbani     | Niemcy, Holandia, Kanada          |                |
| Titane                        | Titane                  | Julia Ducournau    | Francja, Belgia                   |                |
| 2022                          |                         |                    |                                   |                |
| Ennio                         | Ennio                   | Giuseppe Tornatore | Włochy, Belgia, Japonia, Holandia |                |
| Matki równoległe              | Madres paraleles        | Pedro Almodóvar    | Hiszpania, Francja                |                |
| Najgorszy człowiek na świecie | Verdens verste menneske | Joachim Trier      | Norwegia                          |                |
| Paryż, 13. dzielnica          | Les Olympiades          | Jacques Audiard    | Francja                           |                |
| Vortex                        | Vortex                  | Gaspar Noé         | Francja, Belgia, Maroko           |                |

## Ranking nagradzanych
| Najczęściej nagradzany | Liczba nagród |
| ---------------------- | ------------- |
| Michael Haneke         | 2             |

## Ranking nominowanych
| Nominowany         | Liczba nominacji |
| ------------------ | ---------------- |
| Pedro Almodóvar    | 3                |
| Michael Haneke     | 2                |
| Paolo Sorrentino   | 2                |
| Lars von Trier     | 2                |
| Andriej Zwiagincew | 2                |
| Ken Loach          | 2                |
| Stephen Frears     | 2                |